# Katalog (tidsskrift)
 For alternative betydninger, se Katalog (flertydig). (Se også artikler, som begynder med Katalog)
KATALOG - Journal of Photography & Video er et engelsk/skandinavisk-sproget kunsttidsskrift for fotografi, video og mediekunst.
Udgivet af Museet for Fotokunst ved Brandts Klædefabrik i Odense fra 1988 indtil 2013 introducerede tidsskriftet specifikt museets skiftende udstillinger, men generelt præsenterede og formidlede det dansk og international fotobaseret kunst gennem essays, interviews, debat og anmeldelser. KATALOG udkom fire gange om året fra 1988 til 1997, herefter tre gange om året.
Med sammenlægningen i 2013 af Museet for Fotokunst med to andre odenseanske kunstinstitutioner bortfaldt støtten herfra, hvorefter tidsskriftets fortsatte udgivelse er blevet overtaget af Designkompagniet. Som uafhængigt tidsskrift har KATALOG nu udvidet sit interessefelt og har fokus på dansk/nordisk og international kamerabaseret kunst. Fra 2015 udkommer det to gange årligt i abonnement. I 2019 udkom 30-års jubilæumsudgaven som et dobbeltnummer.